# الليلة وكل ليلة (فلم)
الليلة وكل ليلة (بالإنجليزية: Tonight and Every Night) هو فيلم أبيض وأسود موسيقي أمريكي صدر عام 1945 من إخراج فيكتور سافيل وبطولة ريتا هايورث ولي بومان وجانيت بلير. يصور الفيلم الرومانسية والمأساة في زمن الحرب في عرض موسيقي في لندن، على غرار عروض مسرح ويند ميل في سوهو، تلعب هايورث دور فتاة استعراض أمريكية تقع في حب طيار في سلاح الجو الملكي البريطاني يلعب دوره بومان. تم اقتباس الفيلم من مسرحية قلب المدينة للكاتبة ليزلي ستورم عام 1942. وقد استخدمته شركة كولومبيا بيكتشرز كوسيلة تصوير ملونة للممثلة هايورث بعد نجاحها في فيلم فتاة الغلاف عام 1944 من إخراج تشارلز فيدور. ومن أبرز ما يميز الفيلم أداء هايورث في أغنية You Excite Me، والتي غالبًا ما يُستشهد بها باعتبارها أحد أفضل عروضها.
تم ترشيح الفيلم لجائزتي أوسكار في حفل توزيع جوائز الأوسكار الثامن عشر عن فئة أفضل موسيقى تصويرية لفيلم موسيقي وأفضل أغنية أصلية (لأغنية "Anywhere").

## ملخص
تتعرض لندن للدمار بسبب الغارات الجوية، لكن المؤدين في مسرح ميوزيك بوكس يرفضون التوقف عن العمل ولا يفوتون أي عرض. أثناء الأداء في النادي في إحدى الليالي، تلتقي المغنية روزاليند بروس (ريتا هايورث) بالطيار بول لوندي (لي بومان) من سلاح الجو الملكي البريطاني، وبينما يقع بول في حب روزاليند، فإنها أقل استعدادًا للانخراط في علاقة عاطفية. في النهاية تستسلم لسحره ويقع الاثنان في الحب، لكن ضغوط حب طيار مقاتل أثناء الحرب قد تكون أكثر مما تستطيع روزاليند تحمله.

## طاقم التمثيل

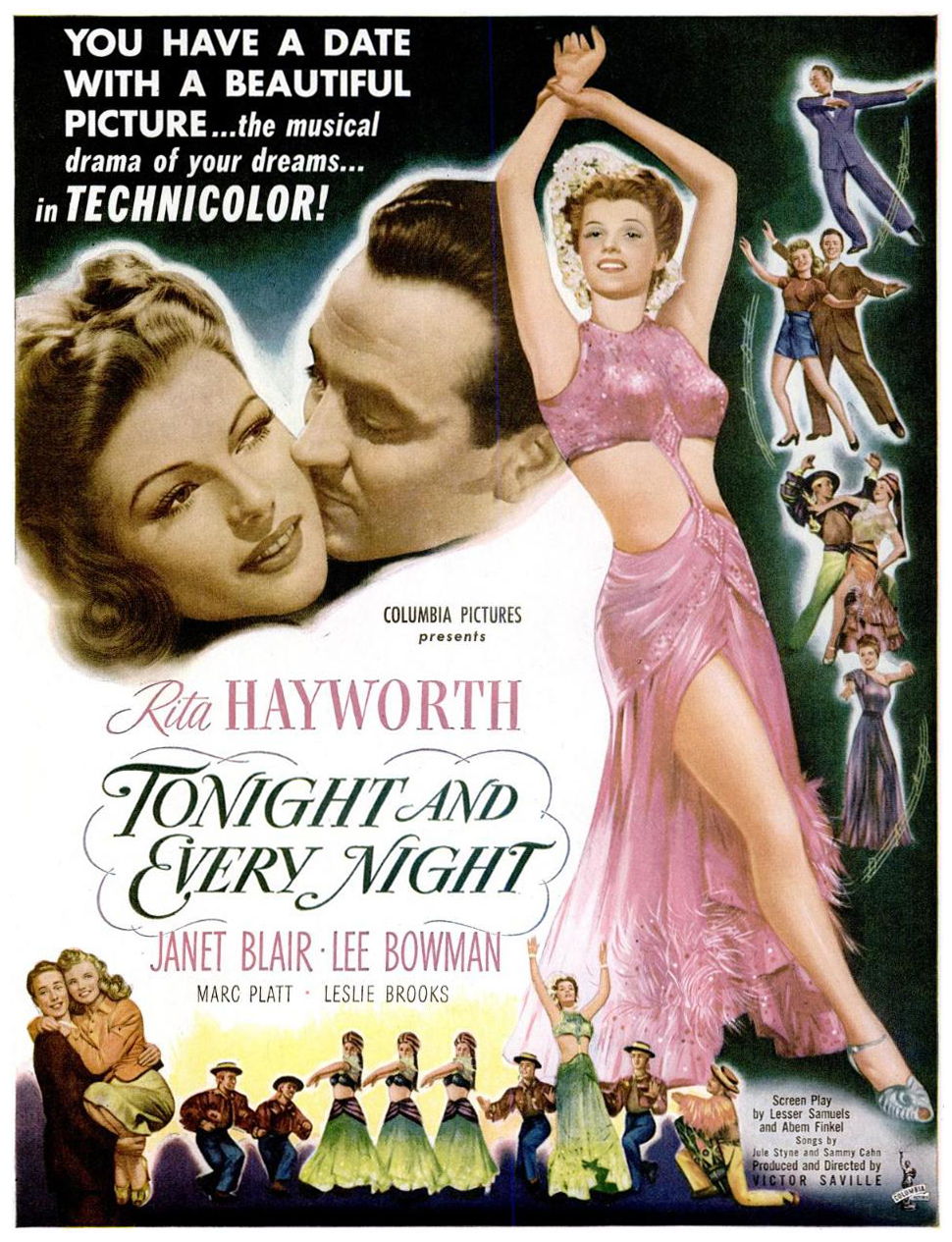
إعلان الفيلم يناير 1945

- ريتا هيوارث بدور روزاليند بروس (تمت دبلجة صوت الغناء بواسطة مارثا ميرز)
- لي بومان بدور قائد السرب بول لوندي
- جانيت بلير بدور جودي كين
- مارك بلات بدور تومي لوسون
- ليزلي بروكس بدور أنجيلا
- الأستاذ لامبيرتي بدور فريد، والدو العظيم
- داستي أندرسون بدور توني
- ستيفن كرين بدور المراقب ليزلي ويجينز
- جيم بانون بدور مصور لايف
- فلورنس بيتس بدور ماي توليفر
- إرنست كوسارت بدور سام رويس
- ريتشارد هايدن بدور المتخصص
- فيليب ميريفيل بدور القس جيرالد لوندي
- باتريك أومور بدور ديفيد لونج
- سي. مونتاغيو شو بدور بوبي العجوز (غير مذكور)
- شيلي وينترز بدور بابلز (غير مذكور)

## روابط خارجية
- Tonight and Every Night في قاعدة بيانات تيرنر كلاسيك موفيز للأفلام.
- Tonight and Every Night  في قاعدة بيانات الأفلام على الإنترنت (بالإنجليزية)
- Tonight and Every Night على فهرس معهد الفيلم الأمريكي